# كاني مامر (بلة كة)
کاني مامر (بالفارسية: کانی مامر) هي مستوطنة تقع في إيران في قسم بلة کة الريفي. يقدر عدد سكانها بـ 45 نسمة بحسب إحصاء 2016.